# Tetsuo & Youth
Tetsuo & Youth — пятый студийный альбом американского рэпера Lupe Fiasco, вышедший в 2015 году.

## Об альбоме
10 февраля 2013 года на церемонии вручения «Грэмми» Lupe Fiasco анонсировал свой следующий альбом под заголовком Tetsuo & Youth. В качестве приглашённых гостей были указаны Рик Росс, Big K.R.I.T., Chance the Rapper, Ab-Soul, Эд Ширан и Ty Dolla Sign. Название альбома было выбрано в честь Тецуо Шима, персонажа японской манги Акира. Lupe Fiasco отметил, что в отличие от пластики Канье Веста Yeezus, его новая работа будет более прямолинейной и понятной: «Я планирую сделать его достаточно простым, чтобы вы сразу поняли, о чём он, как только услышите его».

## Реакция критиков
Пластинка была встречена критиками в целом положительно. На агрегаторе Metacritic альбом получил средний бал 80 из 100 возможных, на основании 12 обзоров. На сайте AnyDecenMusic ему присвоили оценку 6.9 из 10.
Дэвид Джеффрис, представляющий сайт AllMusic, оценил альбом на 4 звезды из 5. По его мнению, концептуальная пластинка, включающая интермедии «Лето», «Осень», «Зима» и «Весна», была навеяна периодом становления рэпера, который он провёл в Чикаго. Этот альбом выдался не настолько классным, как дебютная пластинка Лупе Фиаско 2006 года, но стал значительным шагом вперёд после провального Lasers (2011).

## Список композиций
| №   | Название                                                                                                 | Продюсер(ы)               | Длительность |
| --- | --- | ------------------------- | ------------ |
| 1.  | «Summer»                                                                                                 |                           | 1:26         |
| 2.  | «Mural»                                                                                                  | The Buchanans             | 8:48         |
| 3.  | «Blur My Hands» (featuring Guy Sebastian)                                                                | S1, M-Phazes              | 5:27         |
| 4.  | «Dots & Lines»                                                                                           | DJ Simonsayz, JackLNDN    | 6:32         |
| 5.  | «Fall»                                                                                                   |                           | 1:13         |
| 6.  | «Prisoner 1 & 2» (featuring Ayesha Jaco)                                                                 | MoeZ'art                  | 8:36         |
| 7.  | «Body of Work» (featuring Troi & Terrace Martin)                                                         | S1, Vohn Beatz            | 5:53         |
| 8.  | «Little Death» (featuring Nikki Jean)                                                                    | S1, Vohn Beatz            | 4:29         |
| 9.  | «No Scratches» (featuring Nikki Jean)                                                                    | DJ Simonsayz              | 4:22         |
| 10. | «Winter»                                                                                                 |                           | 1:31         |
| 11. | «Chopper» (featuring Billy Blue, Buk of Psychodrama, Trouble, Trae tha Truth, Fam-Lay, & Glasses Malone) | DJ Dahi                   | 9:32         |
| 12. | «Deliver» (additional vocals by Ty Dolla Sign)                                                           | MoeZ'art, Marcus Stephens | 3:52         |
| 13. | «Madonna» (featuring Nikki Jean)                                                                         | DJ Dahi                   | 4:43         |
| 14. | «Adoration of the Magi» (featuring Crystal Torres)                                                       | DJ Dahi                   | 5:06         |
| 15. | «They.Resurrect.Over.New» (featuring Ab-Soul & Troi)                                                     | DJ Dahi, Blood Diamonds   | 5:38         |
| 16. | «Spring»                                                                                                 |                           | 1:35         |